# Прилесье (Могилёвская область)
Прилесье (бел. Прылессе) — деревня в составе Осиновского сельсовета Чаусского района Могилёвской области Республики Беларусь.

## Население
- 2010 год — 76 человек